# Apostolepis dorbignyi
Apostolepis dorbignyi là một loài rắn trong họ Colubridae. Loài này được Schlegel mô tả khoa học đầu tiên năm 1837.